# Charlotte Niemann

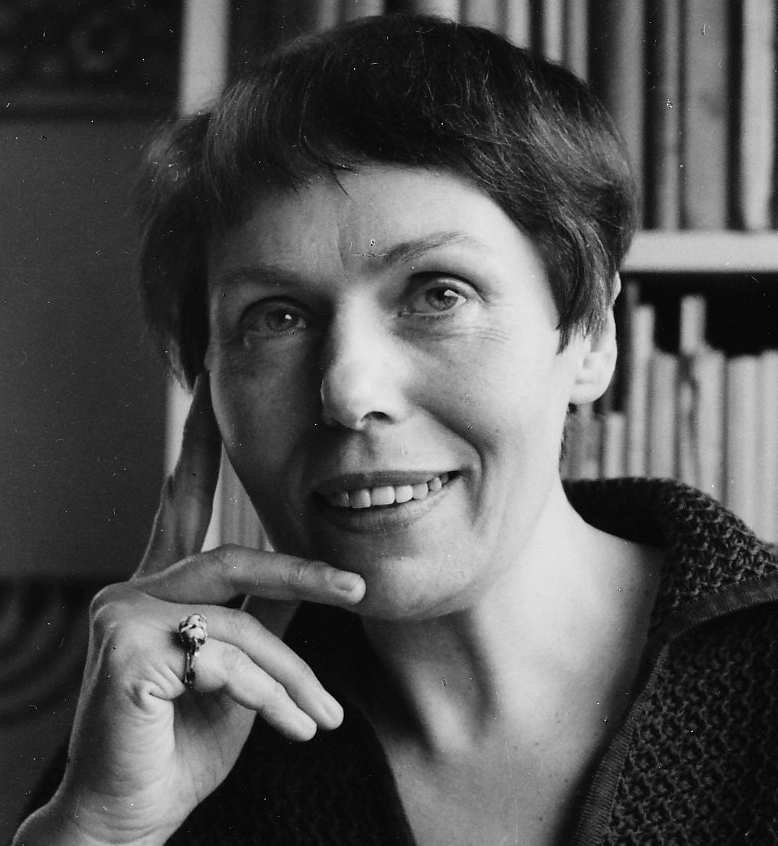
Charlotte Niemann, 1965

Charlotte Niemann (* 8. März 1915 in Hamburg; † 20. November 2013), geboren als Lotty O.B.L. Timm, war eine deutsche Regisseurin und Komponistin.

## Biografie

### Kindheit und Jugend
Charlotte Niemann wuchs als Halbwaisin in einer Artistenfamilie in Hamburg Altona auf, unweit des Schiller-Theaters, in dem ihre Mutter, Tante und Großmutter als Artisten auftraten.
Der Vater, von Beruf Schauspieler und Photograph, starb, als Charlotte zwei Jahre alt war. Ihre Tante und ihre Mutter, die Drahtseilartistin „Miss Silkin“ im Circus-Busch, gingen während Charlottes ersten Lebensjahren mit dem Circus auf Tournee, so dass Charlotte zunächst bei ihren Großeltern aufwuchs. Diese besaßen in der Nachtigallenstraße (heute Lerchenstraße) seit 1911 eine kleine Schneiderei. In den unteren Etagen der Nachbarhäuser befanden sich ein Gemüseladen, eine Schlachterei, eine Bäckerei, eine Sargtischlerei sowie ein Pferdestall. Nahezu ihre gesamte Kindheit und Schulzeit verbrachte Charlotte Niemann mit jüdischen Freunden aus der Umgebung.
Charlotte Niemann wurde schon als kleines Kind musikalisch unterrichtet, zunächst von ihrer Großmutter, „Miss Nelly Woodley“ einer englisch-deutschen Kostüm-Soubrette, an allen zur Verfügung stehenden Zupfinstrumenten, als da waren Zither, Mandoline, Banjo, Harfe, Gitarre, Laute, Leier und Balalaika, später von ihrer Mutter am Klavier. An der Wohnungstür der Familie befand sich ein Klingelschild mit der Aufschrift „Musiklehrinstitut“.
Mit 11 Jahren erhielt Charlotte ihr erstes Staatliches Stipendium und besuchte fortan das Vogt’sche Konservatorium in Hamburg. Halbjährlich wurde Charlotte geprüft, legte Mal für Mal eine erfolgreiche Prüfung ab, und wurde so bis zum Abitur und auch darüber hinaus während des Musikstudiums staatlich gefördert.
Mit 9 Jahren stand sie auf der Bühne des Deutschen Schauspielhauses und spielte einen Kobold im Weihnachtsmärchen, mit 11 Jahren trat sie live im Rundfunk auf, beim Funkheinzelmann Hans Bodenstedt, dem damaligen Leiter des Hamburger Senders NORAG (Nordische Rundfunk AG), und spielte Mandoline und Konzertzither.

### 1930er Jahre (Abitur, Musikstudium, Heirat)
Von 1932 an bekam Niemann Klavierunterricht bei dem jüdischen Pianisten Bernhard Abramowitsch. Nach der Machtergreifung der Nationalsozialisten 1933 erhielt Abramowitsch Auftrittsverbot, Charlotte Niemann jedoch unterrichtete er weiter. Als Niemann in Hamburg ins Visier der Gestapo geriet und bedrängt wurde, stellte sich ihre Klassenkameradin Heidi Kabel schützend vor sie.
Nach dem Abitur 1934 wurden Niemann und Abramowitsch ein Paar. Charlotte Niemann studierte Musik und setzte ihre Ausbildung im Vogt’schen Konservatorium und bei Abramowitsch fort.
Die politische Situation für Juden in Deutschland wurde von Monat zu Monat unerträglicher. Nach und nach verließen Charlotte Niemanns jüdische Freunde Deutschland, und schließlich, im November 1936, auch ihr Partner Bernhard Abramowitsch.
Nach Abschluss ihres Musikstudiums zog Charlotte Niemann Anfang 1937 nach Berlin, wo sie in den Jahren zuvor bei privaten Dichterlesungen u. a. mit Hans Fallada diskutiert und im kleinen Kreis Mascha Kaléko kennengelernt hatte. Niemann vertonte deren Gedichte und trat damit 1937/38 auf mehreren Berliner Kabarettbühnen auf und landete schließlich beim Kabarett „Tatzelwurm“ (ehemals „Katakombe“). Dort trug sie auch Eigenkompositionen mit Texten von Joachim Ringelnatz, Klabund und Wilhelm Busch vor.
Im Laufe des Jahres 1937 fühlte sich Charlotte Niemann auf der Kabarettbühne in Berlin zunehmend eingeengt, politisch und persönlich, so dass sie 1938 in ihre Heimatstadt Hamburg zurückkehrte, wo sie fortan im „Bronzekeller“ auftrat.
Bei einem ihrer Auftritte dort lernte sie den Maler Walter Niemann kennen. Gemeinsam zogen sie nach Worpswede, heirateten 1939 und bekamen zwei Söhne. Während der Geburt des ersten Sohnes, im Oktober 1942, lag Walter Niemann schwer verwundet im Lazarett in Rüdesheim. Die Geburt fand in Worpswede als Hausgeburt statt, außer der Hebamme war Martha Vogeler anwesend. Im November 1945 wurde der zweite Sohn geboren.

### Künstlerische Arbeit
In Worpswede erarbeitete Niemann 1943 ein erstes Tanzspiel mit Dorf-, Stadt-, Künstler- und Flüchtlingskindern aller Bevölkerungsschichten. 1947 erhielt sie im Rahmen der „Internationalen Ferienkurse für Neue Musik“ in Darmstadt bei Wolfgang Fortner mehrere Wochen Unterricht in Komposition und Opern-Regie.
Danach begann Niemanns eigentliche Arbeit mit Kindern, sie setzte von Beginn auf die Brecht’sche Herangehensweise: Die mitwirkenden Kinder bezog sie aktiv in den Gestaltungsprozess auf der Bühne mit ein.
1949 inszenierte Niemann die Kinderoper Wir bauen eine Stadt nach Paul Hindemith, und führte diese in Worpswede, Bremen und Hannover auf.
1950 folgte das musikalische Kindertheater Die Geschichte der Gänsemagd, für das Niemann die Musik komponierte und im Haus im Schluh in Worpswede aufführte, 1951 das musikalische Singspiel Das Eisenbahnspiel, ebenfalls mit Kindern aus Worpswede.
Vermittelt durch den Cheflektor des Aufbau-Verlags Max Schröder verhandelte Niemann 1948 mit dem Intendanten des Berliner Rundfunks Peter Huchel über ein Engagement. Niemann entschied sich jedoch für Radio Bremen, wofür sich vor allem Gert Westphal starkgemacht hatte.
Eine „Funkfassung der Gänsemagd“ war Niemanns erste Produktion für den Sender (1950), der Auftakt von mehreren Hundert weiteren Produktionen für Kinder und Erwachsene bei Radio Bremen in freier Mitarbeit.
Niemann erhielt bei Radio Bremen eine wöchentliche Abendsendung für den Jugendfunk und produzierte in den 1950er und 1960er Jahren Literaturhörspiele für Erwachsene, u. a. Werke von Marcel Proust, William Shakespeare, Oscar Wilde, Isaac B. Singer, Ernest Hemingway, Anton Tschechow, Max Frisch und Robert Gernhardt.
Charlotte Niemann vertonte jüdische Literatur (1950, 1979, 1983), jüdische Märchen (1988) und erstellte eine O-Ton-Reportage über die jüdische Gemeinde in Ostberlin (1974). Bereits Anfang der 1950er Jahre verschaffte sie Opfern des NS-Regimes Gehör.
Anfang der 1960er Jahre widmete sich Niemann experimenteller Musik und experimentellem Film. Zu Gerd Dahlmanns Film „Träume von einem Mond“ (1963) schrieb sie die Filmmusik. Der Film und die Filmmusik wurde vom Museum of Modern Art (MoMA) in New York ausgezeichnet, aufgekauft und präsentiert (1964).
Weitere Kompositionen für die Filme „Sichtbares Wort“ (1963) von Theo Kubiak und „Texte um Nichts“ (1964) nach Beckett von Gerd Dahlmann, sowie musikalische Untermalungen zu Industrie- und Tierfilmen folgten.
Mit ihrer Experimentalmusik trat Niemann auf der „Musica Nova, Tage der Neuen Musik“ in Oldenburg und Hannover auf. 1973 wurde ihre O-Ton-Reportage Mein Partner Hansipiepchen zum Kriegsblindenpreis nominiert.
1976 traf Charlotte Niemann auf Barbara Asbeck, seit 1970 Leiterin des Kinderfunks bei Radio Bremen. In der Zusammenarbeit mit ihr wurde Charlotte Niemann zur bekanntesten Kinderhörspielregisseurin Deutschlands. Es entstanden zahlreiche preisgekrönte Kinderliteraturhörspiele, bei denen Niemann für die Textbearbeitung, die Musik und die Regie verantwortlich war. Zu den bekanntesten Produktionen zählen u. a. Der Wind in den Weiden, Pu der Bär, Die Brüder Löwenherz, Ronja Räubertochter, Das Piratenschwein, Katze mit Hut, Die Kuchenjagd, u. a. nach Werken von Astrid Lindgren, Janosch, den Gebrüdern Grimm, Hans Christian Andersen, Carl Orff, James Krüss, Christine Nöstlinger, Peter Härtling, Uwe Timm, Paul Biegel, Michael Ende, Bjarne Reuter, Simon und Desi Ruge, Nikolaj Gogol, William Steig, Peter Hacks, Sempé, A. A. Milne, Kenneth Grahame und Marcel Aymé.
Über 50 Jahre lang produzierte Charlotte Niemann Kinderhörspiele, von 1950 bis in die 2000er Jahre hinein; bei ihrer letzten Regiearbeit war sie 88 Jahren alt. Die Produktionen bei Radio Bremen fanden meist in Koproduktion mit der Tonträger-Industrie statt und gelangten auf diese Weise als Schallplatten, Tonbandkassetten oder Compact Discs in den Handel, vor allem in der Zusammenarbeit mit der Deutschen Grammophon, aber auch dem Christopherus-Verlag, den Igel-Records und anderen.

### Zusammenarbeit mit Schauspielern
Als Regisseurin arbeitete Charlotte Niemann im Laufe der Jahrzehnte mit zahlreichen Schauspielern zusammen. Unter anderem mit Bruno Ganz, Evelyn Hamann, Sabine Postel, Christian Brückner, Peter Simonischek, Charles Brauer, Ulrich von Bock, Rosemarie Fendel, Friedhelm Ptok, Kurt Lieck, Manfred Böll, Günter Lampe und Jens Scholkmann.

### Tod
Von 1940 bis 2007 lebte Charlotte Niemann in Worpswede, seit 1964 in dem Haus „Hinterm Berg 117“. 1986 starb nach 47 Ehejahren ihr Ehemann Walter Niemann, 1993 ihr erster Sohn nach langer, schwerer Krankheit. 2007 zog Charlotte Niemann zu ihrem zweiten Sohn nach Göttingen, wo sie 2013 mit 98 Jahren verstarb.

## Rezeption
Charlotte Niemann wird in der Literatur als „Radiopionierin“ bezeichnet. Als erste Regisseurin sei sie „neue Wege“ in der Deutschland gegangen Ihre musikalischen Kompositionen erinnern an Kurt Weill und Hanns Eisler, ihre Regiearbeit an Bertolt Brecht. In der Hörspielforschung zu Kinder- und Jugendliteratur wird ausgeführt, dass Charlotte Niemanns Hörspiele durch das „personale Erzählen aus der Innensicht der Kinder“ deren Psyche stärker akzentuieren, ganz im Brecht’schen Sinne.

## Preise und Auszeichnungen
1978, 1991 und 2000 erhielt sie den Preis der Deutschen Schallplattenkritik, 1988 den Preis der Berliner Akademie der Künste, zahlreiche weitere Auszeichnungen und Preise folgten, u. a. gemeinsam mit Salman Rushdie und Rafik Schami.

## Produktionen (Auswahl)
Verwendete Abkürzungen: A = Autor …., B = Bearbeitung des Textes: Ch. Niemann, M = Musik: Ch. Niemann, R = Regie: Ch. Niemann, RB = Produktion bei Radio Bremen, DG = in Zusammenarbeit mit Deutsche Grammophon, IR = in Zusammenarbeit mit Igel Records
- Urlaub an der Front. Funkgroteske. A: Hans Daiber, R, RB 1963
- Der Wind in den Weiden. A: Kenneth Grahame. B,M,R, RB 1976 und DG Junior 2001, Preis der Deutschen Schallplattenkritik 1976.
- Eine Geschichte vom Zwerg Virgilius. Hörspieltitel: Die Kuchenjagd. A: Paul Biegel R,B, RB und DG Junior 1987. Preis der Berliner Akademie der Künste 1988
- Das Piratenschwein. A: Cornelia Funke, B,R, RB und IR 2000, Preis der Deutschen Schallplattenkritik 2000
- Der stärkste Mann von Blekinge. A: Ulf Nilsson, B,R, RB und DG 1989, Preis der Deutschen Schallplattenkritik 1991
- Pu der Bär. 11 Folgen. A: A. A. Milne 1926, B,M,R, RB 1953 sowie RB und DG Junior 1979
- Oma. A: Peter Härtling B,M,R, RB 1977, RB und DG Junior, Auswahlliste des Deutschen Kinder- und Jugendschallplattenpreises 1978
- Katze mit Hut. 7 Folgen. A: Simon und Desi Ruge 1980, B,M,R, Katze: Sabine Postel, RB und DG Junior 1981
- Hase. Erzählung in mehreren Folgen. A: Paul Biegel M,R,B, RB 1985
- Der Bär und die Leute. Erzählung. A: Reiner Zimnik, Sprecher: Günther Lüders B,M,R, RB 70er Jahre
- Jonas der Angler. Erzählung. A: Reiner Zimnik, Sprecher: Günther Lüders, B,M,R, RB 70er Jahre
- Der ergebene Freund. Erzählung. A: Oscar Wilde, Sprecher: Günther Lüders, B,M,R, RB 70er Jahre und DG 1977
- Allerleirauh. A: Gebrüder Grimm. M,R, RB 1966
- Abels Insel oder eine Maus aus gutem Haus. A: William Steig B,M,R, RB und DG 1983
- Die Brüder Löwenherz. A: Astrid Lindgren B,R,M, RB 1975 und DG, Auswahlliste des Deutschen Kinder- und Jugendschallplattenpreises 1981
- In der Mattisburg. A: Astrid Lindgren. B,R,M, RB 1975 und DG
- Ronja Räubertochter. A: Astrid Lindgren, B,M,R, RB und DG 1975
- Matti und der Großvater. A: Roberto Piumini, B,M,R, RB 1994
- Kater Titus erzählt: Die beiden Ochsen, Der Wolf, Der Esel und das Pferd, Der Hund und der blinde Landstreicher. A: Marcel Aymé, B,M,R, RB 1964 und Polydor International 1978 & 1979 & Christophorus
- Die Gänsemagd. A: Gebrüder Grimm, Musikalisches Kindertheater, Titel: Geschichte von der Gänsemagd. B,M,R, Eigenproduktion 1949, nachträglich von RB übernommen
- Das Eisenbahnspiel. Text und Musik: Paul Dessau, B,R, Rb 1950 und 1961 (2. Version)
- Geschichte des jungen Gedeon. A: Paul Keller, B,M,R, RB 1953
- Der glückliche Löwe, Der glückliche Löwe in Afrika, Zwei glückliche Löwen, Das glückliche Löwenkind in Afrika. A: Louise Fatio und Roger Duvoisin, B,M,R, RB und Christophorus 1965
- Der liebe Herr Teufel. A: Christine Nöstlinger, B,M,R, RB und DG Junior 1978, Auswahlliste des Deutschen Kinder- und Jugendschallplattenpreises 1979
- Der erste Schlemihl & Zlateh die Geiß. A: Isaac B. Singer, B,M,R, RB und DG Junior 1979
- Einer. Die Geschichte von einem, der keinen Namen hatte. A: Christine Nöstlinger, B,M,R, RB und DG Junior
- Carlino Caramel. A: Sempé, Übersetzerin aus dem Französischen: Anna von Cramer-Klett, B,M,R, RB 1990
- Memoiren einer baskischen Kuh. A: Bernardo Atxaga, B,M,R, RB und BR 1998
- Mein Partner Hansipiepchen. Feature, RB 1973, Wiederholung Deutschlandradio Kultur Februar 2019 nachzuhören